# Lazzaretto d'Ancône
Le Lazzaretto d'Ancône, également appelé Mole Vanvitelliana, est un bâtiment pentagonal datant du XVIIIe siècle construit sur une île artificielle, servant de llieu de quarantaine  pour la ville portuaire d'Ancône, en Italie, jusqu'en 1860. 
Utilisé depuis comme site militaire en temps de guerre, et site économique en temps de paix, il est restauré à partir de 1978 pour devenir site culturel. 

## Origine
En 1732, le pape Clément XII fait d'Ancône un port franc, et décide de bâtir un nouveau lazaret. À cette époque, c'était une condition nécessaire à l'essor économique d'un port. Pour la ville d'Ancône, c'est le quatrième lazaret. Les deux premiers ont été construits en 1575 et détruits par des glissements de terrain. Le troisième, datant de 1635 est insuffisant.
Le bâtiment est conçu par un architecte renommé, Luigi Vanvitelli (1700-1773) fils du peintre hollandais Caspar van Wittel  (1653-1736) alors installé en Italie. L'édifice est construit de 1733 à 1743 en gagnant sur la mer, en n'ayant à l'origine qu'un seul lien avec le continent.  
Il a été construit comme « station de quarantaine » pour abriter les voyageurs et les marchandises arrivant dans le port et potentiellement infectés, mais aussi pour assurer une fonction urbanistique (configuration nouvelle du port d'Ancône) et militaire (défense du port en coordination avec la citadelle).

## Architecture

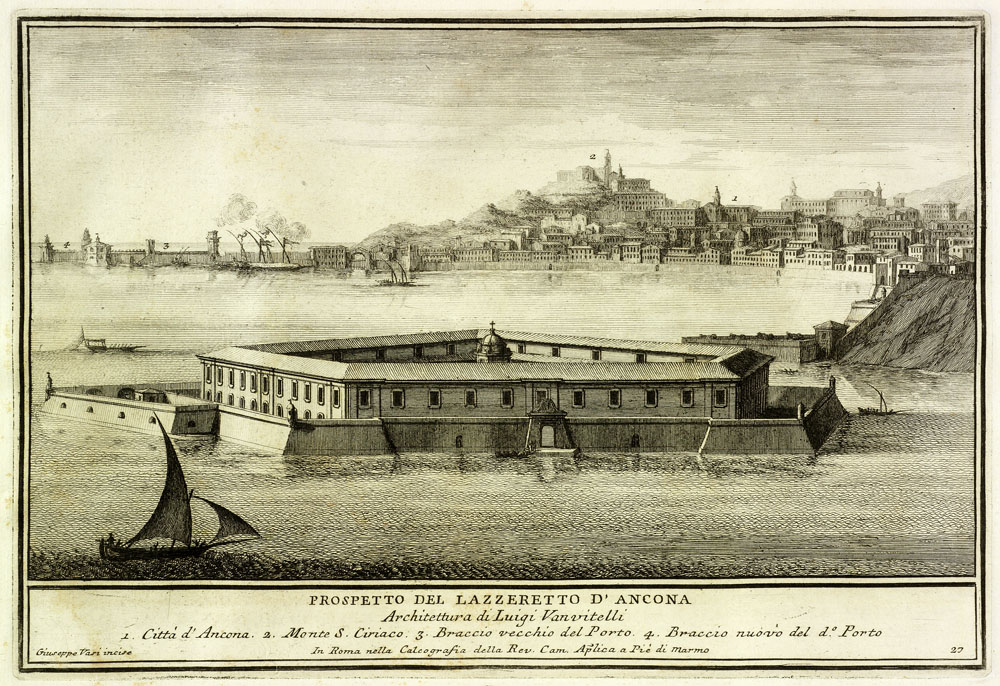
Le lazaret d'Ancone en 1739, avec son bastion avancé avec embrasures à canons.

On ne sait pas pourquoi une forme pentagonale a été choisie pour ce bâtiment. L'aspect militaire semble avoir été privilégié : le pentagone régulier de 60 m de côté est entourée d'une enceinte et renforcé d'un bastion avec embrasures à canons tournés vers la mer.
Les bâtiments sont composés de plusieurs étages de chambres et de magasins. Ils entourent une cour intérieure avec, en son centre, une chapelle circulaire recouverte d'une coupole, de style néoclassique,  dédié à saint Roch, invoqué contre la peste. Cette chapelle est dotée d'un puits ou d'une citerne.
L'ensemble rationnel et fonctionnel est commun à de nombreuses œuvres de l'architecture tardive des siècle des Lumières. L'architecture de cet édifice est comparable à celles de Ferdinando Fuga, des structures de forme géométrique servant à abriter des services pour les pauvres à Naples, comme l'Hospice royal et hôpital pour les pauvres et le cimetière des 366 fosses.

## Histoire

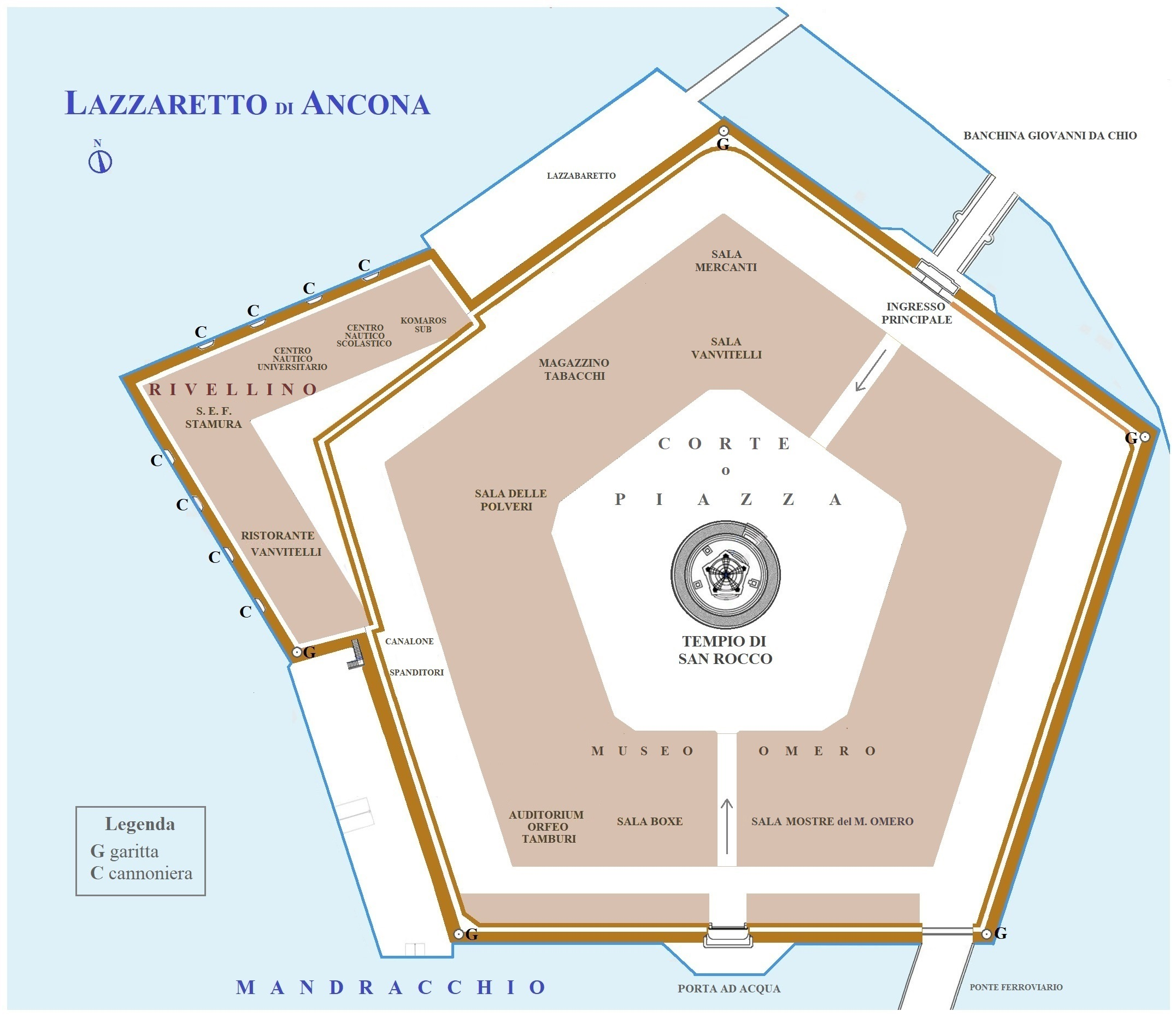
Plan du Lazaret.

Dans le siècle qui suit, le lazaretto joue pleinement son rôle sanitaire. Sa réputation (forme originale par rapport aux lazarets rectangulaires) assure un grand succès économique au port d'Ancône. Toutefois, ce n'est pas dans ce lazaret que Casanova (1725-1798), selon son Histoire de ma vie, effectua une quarantaine en 1744, mais dans l'autre lazaret d'Ancône, construit en 1635 et désaffecté en 1748 pour servir de bagne jusqu'au XIXe siècle.

### Utilisation militaire
En 1797-99, le lazaret pentagonal d'Ancône sert de caserne aux troupes françaises en étant attaqué par la flotte austro-turque. Il est l'enjeu de plusieurs combats, de 1848 à 1860, lors de l'unification de l'Italie.
Lors de la première guerre mondiale, c'est une base de torpilleurs de la marine italienne ; et lors de la seconde guerre mondiale, un dépôt de matériel militaire, plusieurs fois bombardé.

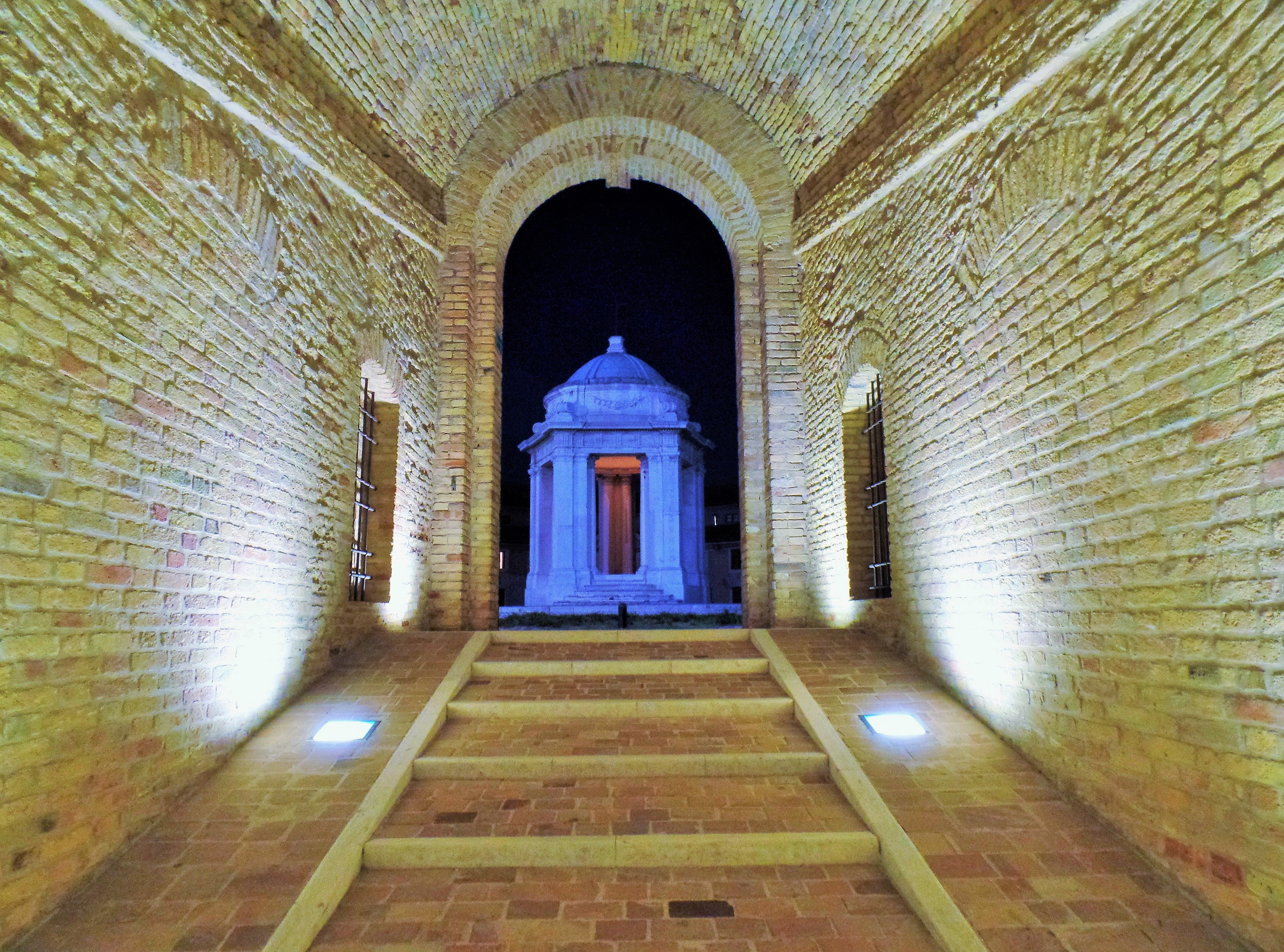
Corridor menant vers la chapelle centrale de la cour intérieure.

### Utilisation économique
En 1860, le lazaretto perd sa fonction sanitaire pour avoir, en temps de paix, des activités économiques. En 1869, il est relié à une voie ferrée ; il sert de raffinerie de sucre de 1884 à 1914, et de manufacture de tabac de 1947 à 1977.
Il est restauré à partir de 1978, et au début du XXIe siècle il est utilisé comme site du musée Tattile Omero, ainsi que pour des expositions culturelles. L'île est désormais reliée au continent par trois ponts.

## Sources
- (it) Pagnottella, « La (mancata) beffa di Ancona », Lo Specchio della Città, avril 2010 (consulté le 2 juillet 2017)
- « Mole » [archive du 27 juillet 2011], Comune di Ancona